# Estrid Sigfastsdotter

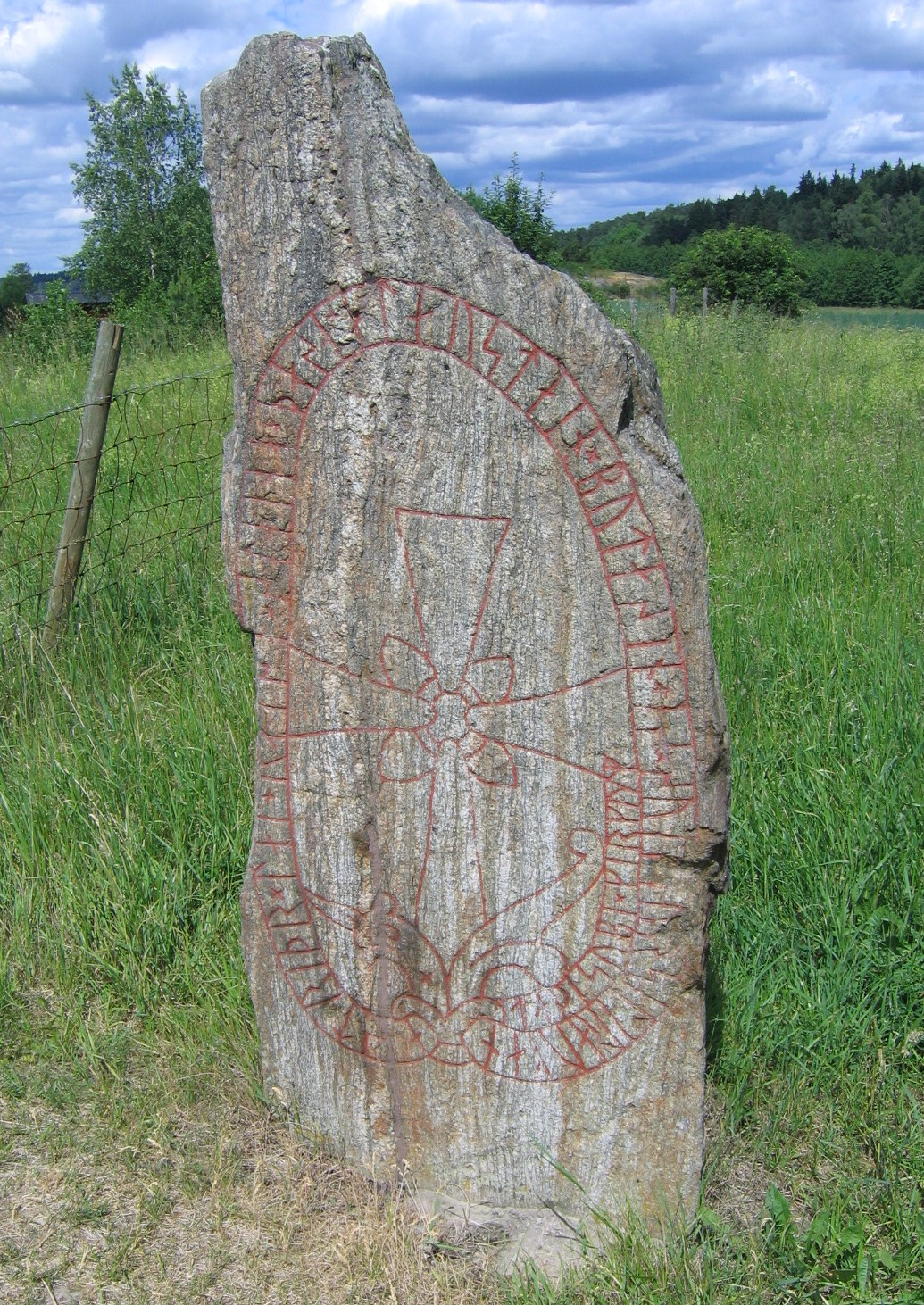
Runstenen (U 136) vid Broby bro, som Estrid lät resa efter Östen.

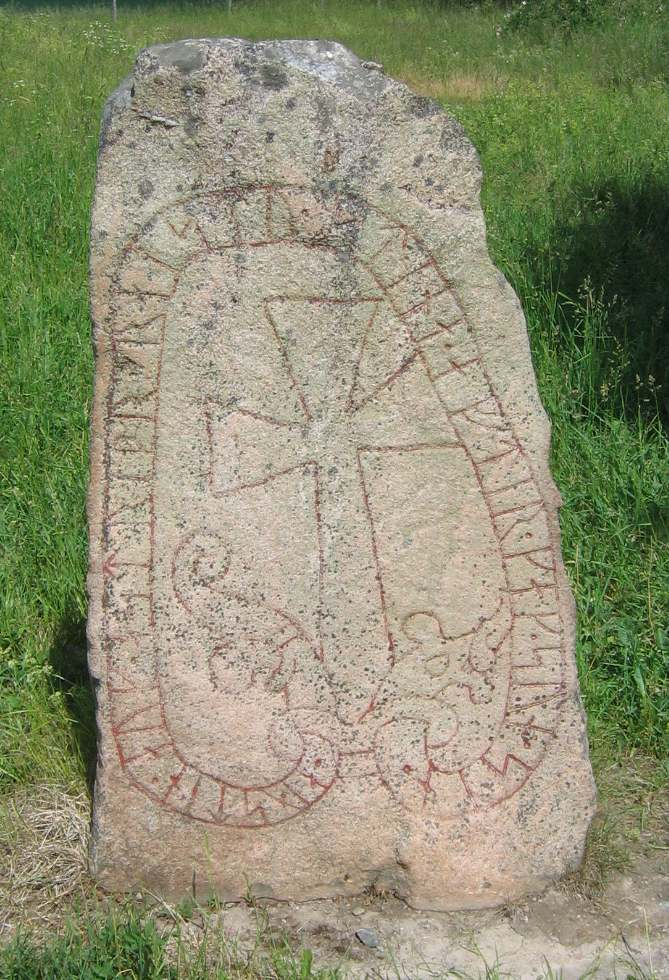
Runstenen (U 137) vid Broby bro, som Östen och Estrid lät resa efter sonen Gag.

Estrid Sigfastsdotter, var en inflytelserik kvinna som levde på 1000-talet i Broby bro i dagens Täby kyrkby i Täby kommun; hennes levnadstid kan genom runinskrifter bestämmas till omkring 1020–1080. Hennes kvarlevor är ett av Sveriges äldsta skelettfynd som identifierats och kunnat namnges. Hon var en av de första kända kristna i Sverige, och det är tack vare hennes tro som hennes kvarlevor finns bevarade. I tidigare tradition brände man nämligen oftast sina döda, medan man inom kristendomen begravde de döda utan att bränna dem.

## Upptäckten
Estrids kvarlevor förmodas vara ett av de tre skelett som länsmuseets arkeologer hittade på en tidigare okänd, tusen år gammal begravningsplats vid Broby bro i Täby kyrkby 1995. Platsen var känd sedan tidigare för sina runstenar, och var redan då klassad som fornlämning. Upptäckten gjordes av en arkeolog som bevakade ett vägbygge alldeles intill en plats där det tidigare funnits en gravhög (kenotaf) för Estrids förste make, Östen, samt ett av deras barn.
Arkeologerna återfann skeletten från en äldre man, en äldre kvinna och en pojke som var omkring tio år då han begravdes. Runstenar i närheten ledde till att man drog slutsatsen att det var Jarlabankesläktens gravfält som man hittat, samt att kvinnan var den mäktiga Estrid, som låtit resa flera runstenar i trakten.
[källa behövs]

## Runstenarna
Estrid nämns på två av stenarna vid Broby bro i Karby, Täby kommun. På en av dem (U 136) heter det: 
"Estrid lät resa stenar efter Östen, sin man, som drog till Jerusalem och dog borta i Grekland.".
På den andra (U 137) heter det: 
"Östen och Estrid reste stenarna efter Gag (?), sin son".
På en av Snåttstastenarna (U 329) heter det: 
"Inga lät resa dessa stenar efter Ragnfast, sin man. Han var broder till Gyrid och Estrid".
Estrid nämns i sex kända runinskrifter.

## Estrids liv
Estrids liv har rekonstruerats av arkeologer som gjort tolkningar utifrån arkeologiskt material, men även antaganden baserade på en lång kedja av indicier som inte med säkerhet kan källbeläggas.
Estrid föddes på gården Snåttsta i Markim. Hennes far Sigfast var rik, mäktig, inflytelserik och en av kung Olof Skötkonungs närmaste män. Estrid var fortfarande tonåring då hon gifte sig med Östen. Paret bodde på gården Såsta vid nutidens Broby bro. De fick flera barn. Deras förstfödde son Gag dog när han bara var fyra-fem år gammal. Tio år senare reste Östen på pilgrimsresa till Jerusalem men dog någonstans i Grekland (Bysans, dvs. det Östromerska riket). Vid ängen nedanför gården, Broby bro, hedrade Estrid sin make med att uppföra den tidigare nämnda gravhögen. Estrid var då 30 år, änka och ensamstående flerbarnsmor.
Ganska snabbt efter Östens död gifte Estrid sig för andra gången, denna gång med änklingen Ingvar. Hon flyttade då till hans gård i Harg i nuvarande Skånela socken, en dryg mil nordväst om Såsta. Estrid och Ingvar fick under åren flera barn. När Estrid var runt 50 år dog Ingvar, och hon flyttade tillbaka till Såsta, som då drevs av hennes äldste son Ingefast. Hon företog också en egen pilgrimsresa till Europa. 
Estrid reste ett antal runstenar och har under en pilgrimsresa till södra Europa lämnat spår efter sig i Benediktinerklostret i Reichenau på en ö i Bodensjön i södra Tyskland. Hon blev runt 60–75 år gammal och med åren en betydelsefull person i Täby- och Vallentunabygden.

## Estrids barn

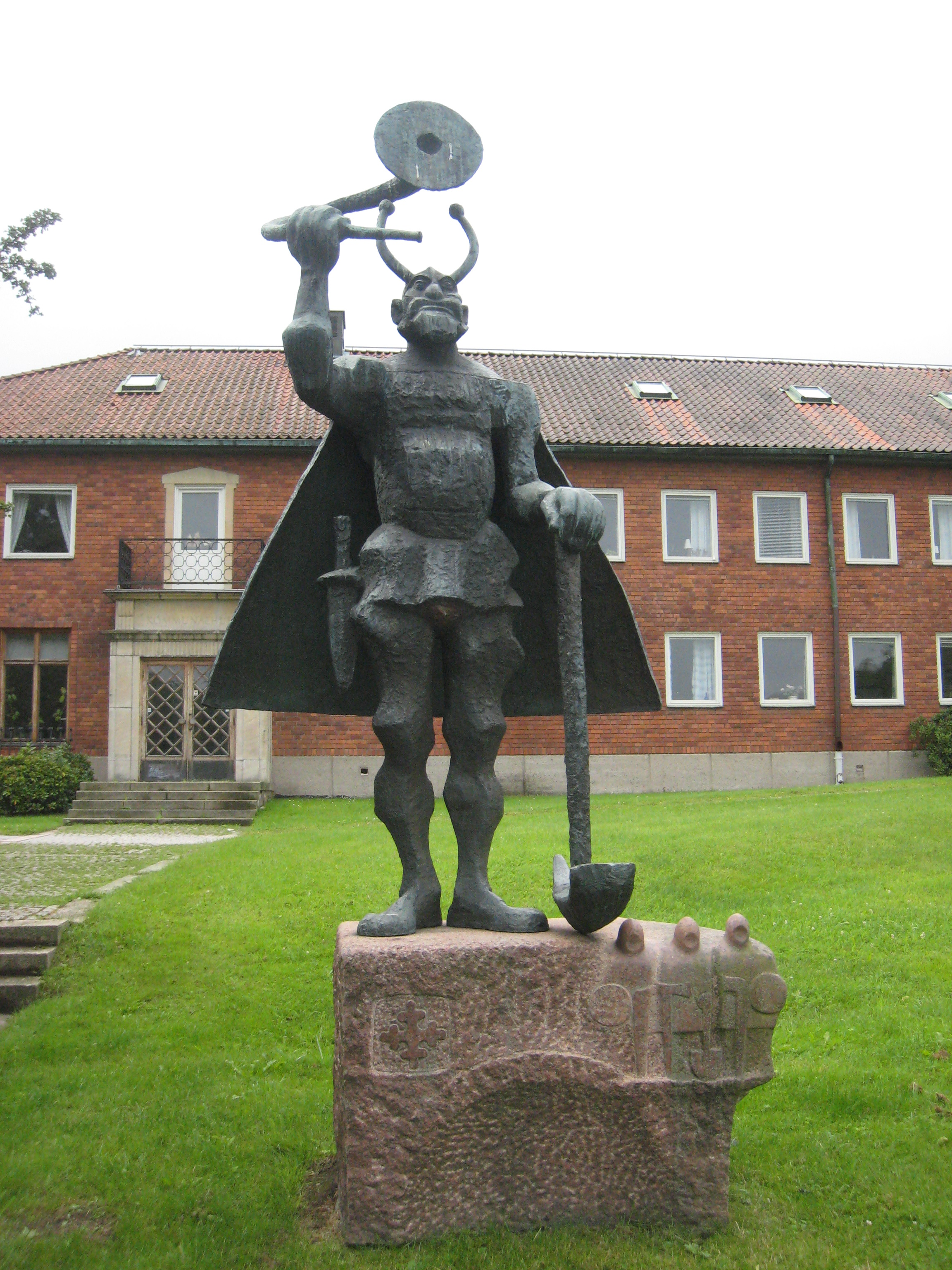
Staty av Estrids barnbarn Jarlabanke framför Täby kommunhus

Fyra kända söner föddes i Estrids första äktenskap med Östen:
- Gag dog som barn
- Ingefast gift med Ragnfrid. Fick vid tidig ålder sonen Jarlabanke med frillan Jorun, som han gifte sig med efter Ragnfrids död.
- Östen
- Sven

I Estrids andra äktenskap, med Ingvar i Harg föddes ytterligare tre kända söner:
- Sigvid
- Ingvar
- Jarlabanke (icke att förväxla med den kände Jarlabanke, som föddes ungefär samtidigt och som var Estrids barnbarn.)

Styvbarn
- Ragnvald (Ingvars son)

Estrid födde troligtvis både söner och döttrar, men döttrarna nämns aldrig på runstenarna, och förblir därmed okända.